# Jaume Soler i Farré
Jaume Soler i Farré (Balaguer, Noguera, 1849 - Almenar, Segrià, 1927) va ésser un farmacèutic interí d'Almenar des de 1889 i titular des de 1896 fins a la seua mort.
Va intervenir en la política local i en diferents ocasions, entre 1894 i 1912 fou regidor de l'Ajuntament i des de 1901 membre de la Junta Local de Sanitat. Dins la Unió Catalanista fou designat delegat a les Assemblees de Manresa (1892) i Reus (1893).